# Bathgate High Church

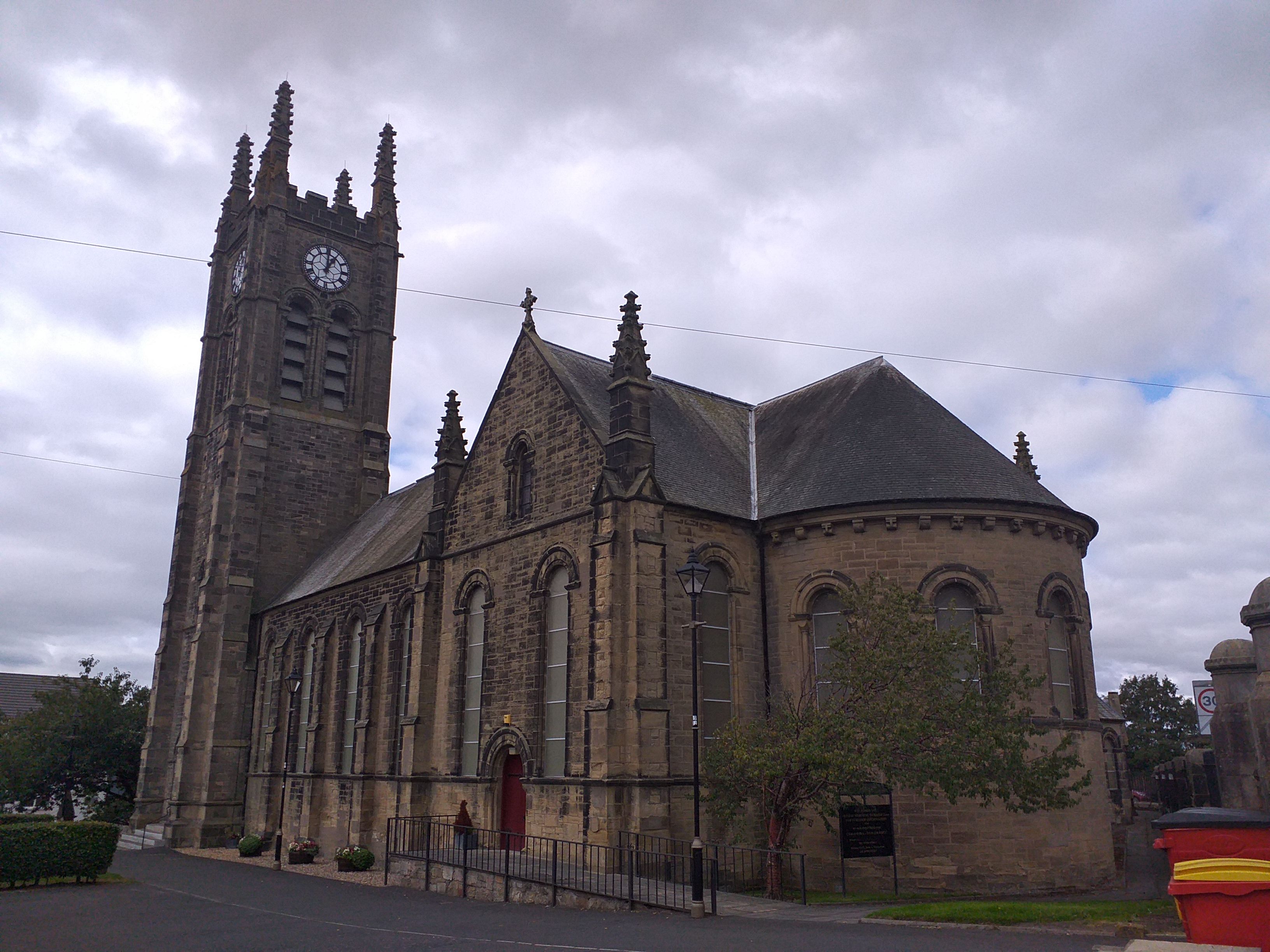
Bathgate High Church

Die Bathgate High Church, auch Bathgate High Kirk, ist ein Kirchengebäude der Church of Scotland in der schottischen Stadt Bathgate in der Council Area West Lothian. 1996 wurde das Bauwerk in die schottischen Denkmallisten in der Denkmalkategorie B aufgenommen.

## Geschichte
Es handelt sich zumindest um das zweite Kirchengebäude an diesem Standort. Ein Vorgängerbauwerk aus dem Jahr 1737 wurde 1882 aufgegeben. Für den Entwurf der Bathgate High Church zeichnen die schottischen Architekten Wardrop and Reid verantwortlich. Während der Bauzeit nutzte die Kirchengemeinde eine nahegelegene Markthalle für Getreide. Das Gebäude wurde 1884 nach zweijähriger Bauzeit fertiggestellt. Die Gesamtkosten beliefen sich auf rund 8000 £.

## Beschreibung
Das Bauwerk liegt an der Kreuzung zwischen Main Street und Gideon Street östlich des Stadtzentrums. Es ist im Wesentlichen im neuromanischen Stil gestaltet, weist jedoch auch neogotische Details auf. Der als Rundbogenportal gestaltete Eingangsbereich des Sandsteinbaus befindet sich am Glockenturm an der Südwestseite. Der dreistöckige Turm ist im obersten Abschnitt allseitig mit rundbögigen Zwillingsfenstern versehen. Die Strebepfeiler an den Turmkanten schließen mit Fialen, die über das Flachdach hinausragen. Eine zinnenbewehrte Brüstung verbindet sie. Das sechs Achsen weite Langhaus ist mit Rundbogenfenstern und Fialen gestaltet. Es schließt mit einer halbrunden Apsis mit Rundbogenfenstern. Die Dächer sind mit grauem Schiefer eingedeckt.
Die ältesten Grabsteine auf dem zugehörigen Friedhof stammen aus der Zeit des Vorgängerbaus und beginnen um 1740. Sie sind oftmals aufwändig gestaltet, teils mit Obelisk oder monumental.